# Crotalaria microcarpa
Espèce
Synonymes
- Crotalaria lotoides A. Rich.[1]
- Crotalaria mariae-antoniae Aschers., in Schweinf.[1]
- Crotalaria polychotoma Taub. ex Engl.[1]

Crotalaria microcarpa est une espèce de plantes à fleurs de la famille des Fabaceae et du genre Crotalaria, présente en Afrique tropicale, utilisée en médecine traditionnelle.

## Liste des variétés
Selon Tropicos (19 juin 2020) (Attention liste brute contenant possiblement des synonymes) :
- variété Crotalaria microcarpa var. dawei Baker f.
- variété Crotalaria microcarpa var. microcarpa
- variété Crotalaria microcarpa var. sudanica Baker f.